# Clément Galien
Clément Galien est un footballeur français international de futsal et reconverti entraîneur.
Il débute par jouer au football à bon niveau à l'AS mondferrandaise, avant de partir au CS Volvic et d'y découvrir le futsal. Avec son équipe, il se qualifie en phase finale de la Coupe de France de futsal 2000-2001. Il part ensuite deux en Espagne pour ses études et y joue en deuxième division de futsal. À son retour, il intègre le Issy Futsal et remporte la Coupe de France 2007, après avoir perdu en finale l'édition précédente. Il joue ensuite à l'AS Bagneux Futsal et au Créteil Futsal. 
En 2001, Clément Galien débute en équipe de France de futsal. Il est régulièrement appelé jusqu'en 2006 et totalise 39 sélections.
Titulaire de plusieurs diplômes d'entraîneur, ainsi qu'en préparation physique et kinésithérapie, Galien connaît une reconversion dans l'encadrement d'équipes. Entraîneur des gardiens de l'équipe de France de futsal, il passe ensuite au football à bon niveau jusqu'en Division 2 féminine à l'ASPTT Albi, avant de prendre la tête de l'UJS Toulouse en D1 Futsal en 2020.

## Biographie

### Enfance et formation de footballeur
Originaire de Clermont-Ferrand, Clément Galien intègre les sport-études au collège et lycée, à respectivement Pontgibaud et Vichy. Formé au poste de gardien de but, il y est entraîné par José Planas, aussi entraîneur des gardiennes de l'équipe de France des moins de 20 ans.
En parallèle, il évolue en Championnat national des moins de 15 ans puis des moins de 17 ans avec l'AS montferrandaise. Clément Galien est sélectionné en équipe régionale d'Auvergne et obtient son Baccalauréat Scientifique à Clermont Ferrand juin 1999.

### Carrière en futsal et diplômes
Il joue ensuite au CS Volvic, où il découvre le futsal. En 2001, il participe à la phase finale de la Coupe de France en salle, avec Volvic. Entre 1999 et 2001, il obtient son DEUG STAPS à l'Université Blaise Pascal de Clermont Ferrand, ainsi que l'équivalence BEES APT et le tronc commun du BEES niveau 1 football. En 2001-2002, il obtient sa licence STAPS « performances motrices » à l'UFR STAPS de Bordeaux II, équivalence du tronc commun du BEES2.
De 2002 à 2004, Clément Galien s'expatrie en Espagne, où il évolue en deuxième division semi-professionnelle de futsal dans deux clubs : Sicoris Port-Ainé et GSI Bilbo. Clément poursuit ses études universitaires en STAPS en Erasmus sur l'année 2002-2003 et obtient sa maîtrise « performances motrices » à l'INEFC de Lérida. De retour sur le campus bordelais en 2003-2004, Galilen obtient son master en « Ingénierie de l'entraînement ». ainsi que le diplôme universitaire (DU) « évaluation et préparation physique ». Il valide aussi les premiers diplômes d'éducateur de football.
Puis il arrive en région toulousaine pour se rapprocher d'une partie de sa famille. Un ami le met alors en relation avec le Stade caussadais. Clément mène alors de front ses deux parcours en football et futsal.
En mars 2005, à 24 ans, il est licencié dans le club de futsal de Saint-Geniès-Bellevue, près de Toulouse et évolue en championnat de Midi-Pyrénées. Il est aussi gardien du Stade caussadais, avec qui il est premier en Promotion de Ligue.
Il signe au Issy Futsal et dispute une finale de Coupe de France avant d'en remporter une seconde en 2007. Il intègre aussi la Ligue de Midi-Pyrénées et sa commission de compétition de futsal. 
En 2008, il rejoint Bagneux puis Créteil futsal tout en passant ses diplômes d'entraîneur.

### En équipe nationale
Repéré par les sélectionneurs de l'équipe de France de futsal, Clément Galien connaît sa première sélection en octobre 2001, contre la Hongrie, à Paris, dans un tournoi où sont également engagées la Belgique et la Biélorussie.
En 2002, il participante aux qualifications du Championnat d'Europe 2003 en République tchèque.
En janvier 2003, alors joueur du Pessac Alouettes, Clément Galien fait partie de la sélection entraînée depuis le début de la saison par Pierre Jacky. Gallien participe aux qualifications de la Coupe du monde 2004 en Italie.
Début 2004, Gallien participe aux qualifications du Championnat d'Europe 2005 en Belgique. En octobre, il est le gardien de but et capitaine de l'équipe de France universitaire de futsal. Il participe à six rencontres aux championnats du monde de futsal universitaire à Majorque.
En mars 2005, il possède vingt-sept sélections en équipe de France et participe à un tournoi opposant la France à l'Angleterre, la Roumanie et la Finlande à Villeneuve-d'Ascq. En octobre de la même année, joueur d'Issy Futsal en 1re série francilienne, il est retenu pour une double confrontation amicale contre le Japon.
Il fait partie de la sélection qui accueille ensuite la Slovénie, la Lituanie et Chypre pour un tournoi à Mousson en Lorraine en janvier 2006.
Clément Galien compte 39 sélections en tant que gardien de l'équipe de France de futsal de 2001 à 2006. En 2008, sa carrière internationale prend fin.

### Entraîneur de football et futsal
Clément Galien connaît sa première expérience d'entraîneur lors de la saison 2000-2001 sur une équipe de jeunes de moins de 15 ans de niveau régionale. La saison suivante, il devient responsable des gardiens du Football Club des Écureuils de Mérignac-Arlac.
Titulaire du BEES 2d degré de football et d'un Master d'Ingénierie de l'entraînement sportif, Galien se reconvertit entraîneur de football en 2001. 
En 2003, il participe à la traduction en français du manuel « Formation par entraîneur de futsal », outil de la FIFA dans le développement du futsal dans le monde. Il est délégué commercial du manuel dans les pays francophones. 
En 2004-2005, Gallien est adjoint de la formation des gardiens féminines et masculines de treize à 18 ans au centre de formation et de l'association sportive du Toulouse FC. Il accompagne aussi Richard Heubert, préparateur physique de l'équipe de Ligue 1. 
À partir de 2005, il devient aussi entraîneur de futsal, notamment des gardiens de l'équipe de France de futsal.
Il connaît ensuite plusieurs expériences sur des bancs, la plupart du temps en tant qu'entraîneur principal dont le FC Bry. Il entraîne l'équipe réserve du FC Issy (Excellence). En début de saison 2010-2011, il prend la tête du VGA Saint-Maur (DSR).
En mars 2011, Galien prend en charge l'entraînement des gardiens du Kremlin-Bicêtre United. En juin suivant, il prend la tête de l'équipe première.
En 2013, Clément Galien sort le premier livre pédagogique consacré à l'entraînement de futsal. 
Il reprend ses études en tant que kinésithérapeute. Il possède alors la triple casquette entraîneur-préparateur physique et kiné sur la double polyvalence football-futsal, en plus d’être gardien de but.
Pour la saison 2017-2018, Galien devient kinésithérapeute de l'ASPTT Albi en première division féminine de football. L'équipe est reléguée en D2 et Clément devient co-entraineur. Il est conservé pour l'exercice 2019-2020 mais ne reste pas à son terme. Il est aussi éducateur référent gardien de but futsal à la Ligue d'Occitanie.  
En janvier 2020, Clément Galien arrive en tant qu'entraîneur de l'équipe première de l'US Toulouse en D1 Futsal. Il est maintenu à son poste pour la saison 2020-2021.

## Palmarès
- Coupe de France de futsal (1)
  - Vainqueur : 2007 (Issy)
  - Finaliste : 2006 (Issy)

## Ouvrage
- Les fondamentaux du Futsal : Technique, tactique, physique : 170 situations d'entraînement, Amphora, 19 avril 2013, 255 p. (ISBN 978-2-85180-851-6, lire en ligne)